# Vaniljesukker
Vaniljesukker er sukker med tilsætning af vanilje og/eller vaniljearoma i form af stoffet vanillin.
Det bruges som krydderi i bl.a. bagværker, fx vanillekranse, og desserter.
Vaniljen har været et kendt krydderi i mange århundreder; aztekerne og mayaerne benyttede det bl.a. i deres kakaodrik.